# Good Touch, Bad Touch
Good Touch, Bad Touch is de vijfde aflevering van het vierde seizoen van de televisieserie ER, die voor het eerst werd uitgezonden op 30 oktober 1997.

## Verhaal
Hathaway komt met het idee om een gratis kliniek te openen als aanvulling voor de SEH en gaat op zoek naar geldschieters.
Dr. Greene ondergaat een heftige discussie met de familie Law, onder toezicht van een rechter. De familie Law heeft hem aangeklaagd voor de dood van hun familielid. Deze discussie zorgt ervoor dat de woede in dr. Greene flink aangewakkerd wordt.
Dr. Del Amico en dr. Ross krijgen een betere verstandhouding door hun behandeling van een jonge patiënt. Deze patiënt lijdt aan zaadbalkanker en dr. Del Amico is bang dat hij dit niet met een vrouwelijke dokter wil bespreken en roept de hulp in van dr. Ross.
Dr. Carter stelt een succesvolle diagnose bij een patiënt, tot zijn ontzetting gaat dr. Edson met de eer strijken.
Dr. Benton komt erachter dat het hebben van een kind ervoor zorgt dat het werk hier onder gaat lijden. Hij ontmoet ook de nieuwe sponsor van dr. Corday, dr. Robert 'Rocket' Romano. Dr. Romano heeft een tijd in Europa gewerkt met robottechnologie. 
Jeanie Boulet en haar ex-man Al drinken iets in een café, dan ontstaat er een flink gevecht tussen Al en zijn voormalige beste vriend.

## Rolverdeling

### Hoofdrol
- Anthony Edwards - Dr. Mark Greene
- George Clooney - Dr. Doug Ross
- Noah Wyle - Dr. John Carter
- Eriq La Salle - Dr. Peter Benton
- Laura Innes - Dr. Kerry Weaver
- Alex Kingston - Dr. Elizabeth Corday
- Maria Bello - Dr. Anna Del Amico
- Jorja Fox - Dr. Maggie Doyle
- Paul McCrane - Dr. Robert 'Rocket' Romano
- Matthew Glave - Dr. Dale Edson
- John Aylward - Dr. Donald Anspaugh
- Gloria Reuben - Jeanie Boulet
- Michael Beach - Al Boulet
- Julianna Margulies - verpleegster Carol Hathaway
- Deezer D - verpleger Malik McGrath
- Lily Mariye - verpleegster Lily Jarvik
- Laura Cerón - verpleegster Chuny Marquez
- Conni Marie Brazelton - verpleegster Connie Oligario
- Suzanne Carney - OK verpleegster Janet
- Lyn Alicia Henderson - ambulancemedewerker Pamela Olbes

### Gastrol
- Michael Jace - Bill Nelson
- Sam Vlahos - Pablo
- Coby Bell - Brett Nicholson
- David Green - Alan
- Mariska Hargitay - Cynthia Hooper
- Joel de la Fuente - medisch student Ivan Fu
- Justin Henry - medisch student James Sasser
- Jackie Roberts - Ms. Davis
- Joe Torry - Chris Law
- Louisa Abernathy - Mrs. Law
- Michael Horton - Tom Angevine
- Terry Walters - Mrs. Angevine
- Austin James Peck - zoon van familie Angevine

en vele andere